# 江藤誠一
江藤 誠一（えとう せいいち、1943年10月 - ）は元国際連合FAO職員、元JICA職員。

## 略歴
宮崎県延岡市出身。
水産大学校卒業後、はごろもフーズに就職したが、海外での仕事に憧れ退職。青年海外協力隊を経て国際連合食糧農業機関（FAO）に在籍。ケニア、ソマリア、スリランカ、バングラデシュ、チュニジア、エリトリアなどの各国で技術開発、支援援助を行った。
国際連合食糧農業機関早期退職後、国際協力機構（JICA）に在籍しSEAFDEC職員としてタイに駐在。
1994年に国連のノーベル賞と呼ばれる「B.R.セン賞」を日本人で初めて受賞。[1][2][3][4]

## 参考出典
- [1]七里国連食糧農業機関アフガニスタン事務所長のB.R. セン賞受賞について（外務報道官談話）
- [2]新たな国づくりへ 植民地支配からの独立・建国の時代(PDF)
- [3]http://jaicaf.or.jp/fao/publication/QM09-autumn.pdf  40 余年にわたる

途上国水産援助の軌跡
- [4]   PRESENTATION OF THE B.R. SEN AWARDS (1994 and 1995)